# Ardpatrick
Ardpatrick (irisch Ard Pádraig, wörtlich übersetzt Anhöhe des Patrick, zeitweise auch Ballingaddy genannt) ist eine kleine Gemeinde mit 387 Einwohnern (Stand 2011) im irischen County Limerick in der Provinz Munster. Sie liegt auf der Ostseite einer Anhöhe, die Standort eines frühchristlichen Klosters war.

## Geschichte
Gemäß den Angaben von John Colgan in seiner Trias Thaumaturga im Jahre 1647 und der Monasticon Hibernicum von Mervyn Archdall aus dem Jahr 1786 gehört Ardpatrick zu den Gründungen des Heiligen Patrick. Ein genaues Jahr der Gründung ist nicht bekannt, aber der Bezug auf Patrick legt die Mitte des 5. Jahrhunderts nahe. Es ist aber davon auszugehen, dass die Gegend bereits früher besiedelt wurde, da neuere Forschungen auf Basis von Luftaufnahmen belegen, dass das Land um die Anhöhe herum schon sehr früh intensiv kultiviert worden ist.

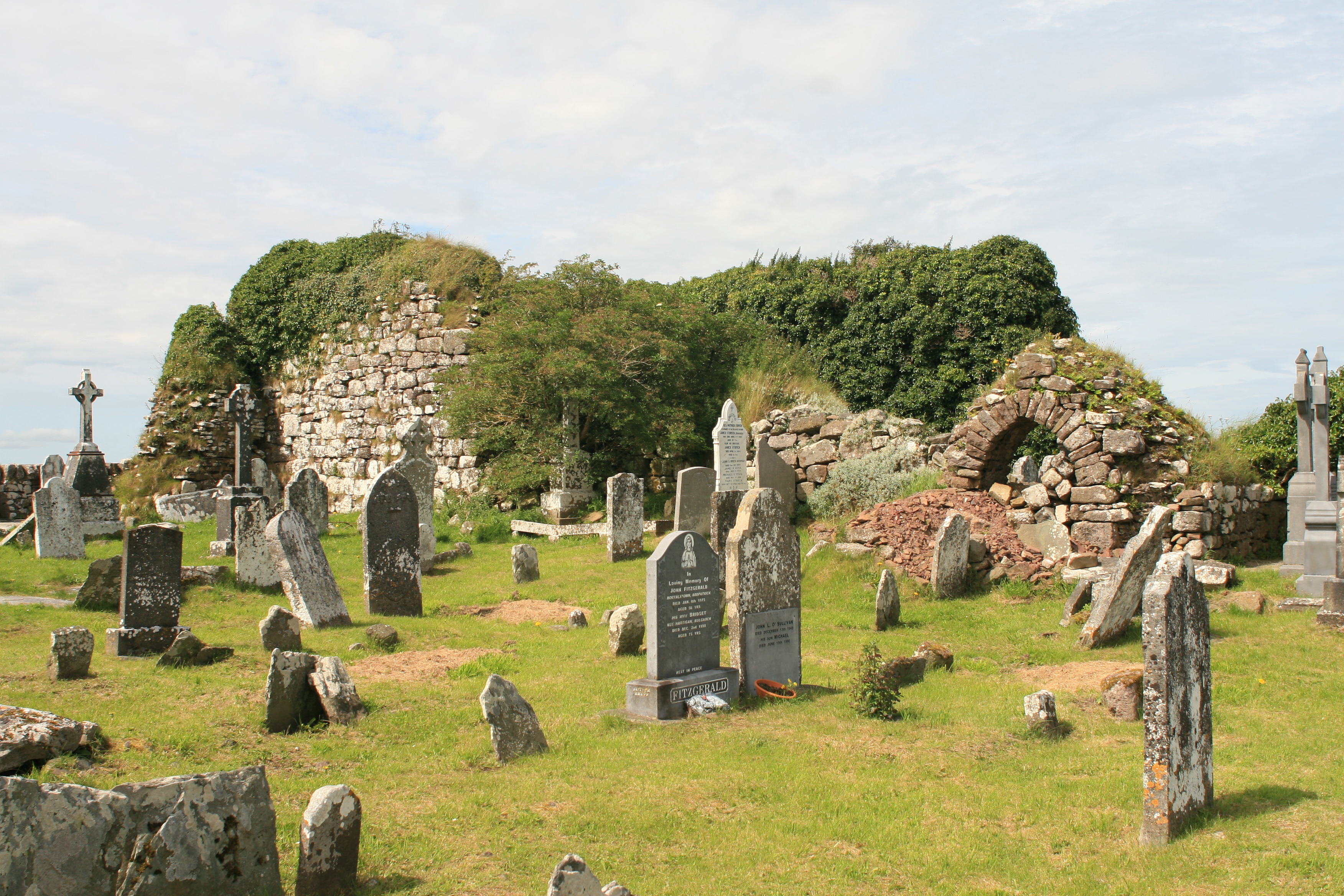
Südseite der Kirchenruine des frühchristlichen Klosters von Ardpatrick

Die Chroniken berichten von Brandzügen in den Jahren 1074 und 1114.  Im 11. und 12. Jahrhundert muss das Kloster eine gewisse überregionale Bedeutung gehabt haben, da der Tod zweier besuchender Bischöfe überliefert ist: Ua Suairlig im Jahr 1079 und Cellach Mac Aodh im Jahr 1129. Trotz der Invasion der Normannen und des Baus einer Burg im Jahr 1198 bestand das Kloster fort unter Verwaltung der Familie Ua Longán. Die Ländereien wurden noch 1590 und 1597 als klösterlicher Grundbesitz geführt.
Teile der Westseite der massiven Steinkirche aus dem 11. oder 12. Jahrhundert auf dem Hügel und Ruinen eines Rundturms sind bis heute erhalten geblieben.

## Sekundärliteratur
- Harold G. Leask, Irish Churches and Monastic Buildings, Volume 1, 1955, Seite 72. ISBN 0852210167.
- Aubrey Gwynn und R. Neville Hadcock, Medieval Religious Houses Ireland 1970, Longman, London. ISBN 0582-11229-X.
- Lisa M. Bitel, Isle of the Saints, Monastic Settlement and Christian Community in Early Ireland, 1990, Cork University Press, Seite 39. ISBN 1-85918-017-5.